# Australische baobab
De Australische baobab (Adansonia gregorii) is een boom uit de familie Malvaceae. In Australië staat hij bekend als boab. Net als andere baobabs heeft deze soort een gezwollen stam, waardoor de vorm van de boom aan een fles doet denken. De plant is endemisch in Australië, waar hij voorkomt in Kimberley in West-Australië en in het oosten tot in het Noordelijk Territorium. Van de acht soorten baobab is het de enige soort die van oorsprong in Australië voorkomt. Zes soorten zijn endemisch in Madagaskar en één soort komt van oorsprong voor op het vasteland van Afrika.
De Australische baobab wordt 9–12 m hoog. Het onderste gedeelte van de stam kan enorm dik zijn. Er zijn voorbeelden van bomen met een stam van meer dan 5 m dik. De boom is bladverliezend tijdens de droge wintermaanden en krijgt weer nieuwe bladeren en grote, witte bloemen laat in de lente.
De naam 'boab' is een verkorte vorm van 'baobab'. De boom heeft in Australië nog een aantal andere namen:
- baobab, de algemene naam van het geslacht Adansonia, maar wordt in Australië vaak gebruikt om de Australische soort mee aan te duiden;
- bottle tree ('flessenboom');
- dead rat tree ('doderattenboom');
- gadawon, een van de namen die door de Aborigines wordt gebruikt. Andere namen zijn larrgadi of larrgadiy, die worden gebruikt in de Nyulnyulan-talen in West-Kimberley.

De soortaanduiding gregorii is een eerbetoon aan de Australische ontdekkingsreiziger Augustus Gregory.

## Toepassingen
De Aborigines gebruikten water dat ze uit gaten in de boom haalden en gebruikten het witte poeder van de zaaddoppen als voedsel. Decoratieve schilderingen of houtsnijwerk werden soms gemaakt op de buitenkant van de vruchten. De bladeren werden in de plantengeneeskunde gebruikt.
Iets ten zuiden van Derby in West-Australië staat de Boab Prison Tree, een grote holle baobab die in de jaren negentig van de negentiende eeuw als gevangenis zou zijn gebruikt.